# Abbaye Notre-Dame de Quarr
L’abbaye Notre-Dame de Quarr est une abbaye bénédictine de l'île de Wight, dans le Sud de l'Angleterre. Elle se trouve à côté d'une ancienne abbaye cistercienne en grande partie démolie à la suite de la dissolution des monastères par le roi Henri VIII d’Angleterre dans les années 1530.

## Situation
Quarr Abbey (Abbaye de Quarr, nom dérivé de l’anglais «quarry», en français «carrière» de pierres, car il existait au XIe siècle une petite carrière non loin du monastère), entre les communes de Fishbourne et de Ryde, toutes deux reliée par catamaran au port de Portsmouth dans le Hampshire. 

## Histoire
Ancienne abbaye (XIIe siècle - XVIe siècle)
Cette abbaye fut fondée par Baudouin de Reviers, comte de Devon et seigneur de l’Île de Wight en 1132. Celui-ci accorda des terres près du rivage nord de l'île à l'abbé Geoffrey de Savigny, afin de construire un monastère. Cette abbaye fut consacrée en l'honneur de la Vierge bénie, et en 1147 le monastère fut l’un des premiers à être absorbés par l’Ordre de Cîteaux. En 1536, la dissolution des monastères ordonnée par le roi Henri VIII d’Angleterre mit fin à la vie monastique sur l’île ainsi que sur le reste du royaume. Elle fut rachetée par un marchand de Southampton et en grande partie démolie mais ses ruines sont encore visibles non loin du monastère actuel.
Nouvelle abbaye (XXe siècle - XXIe siècle)

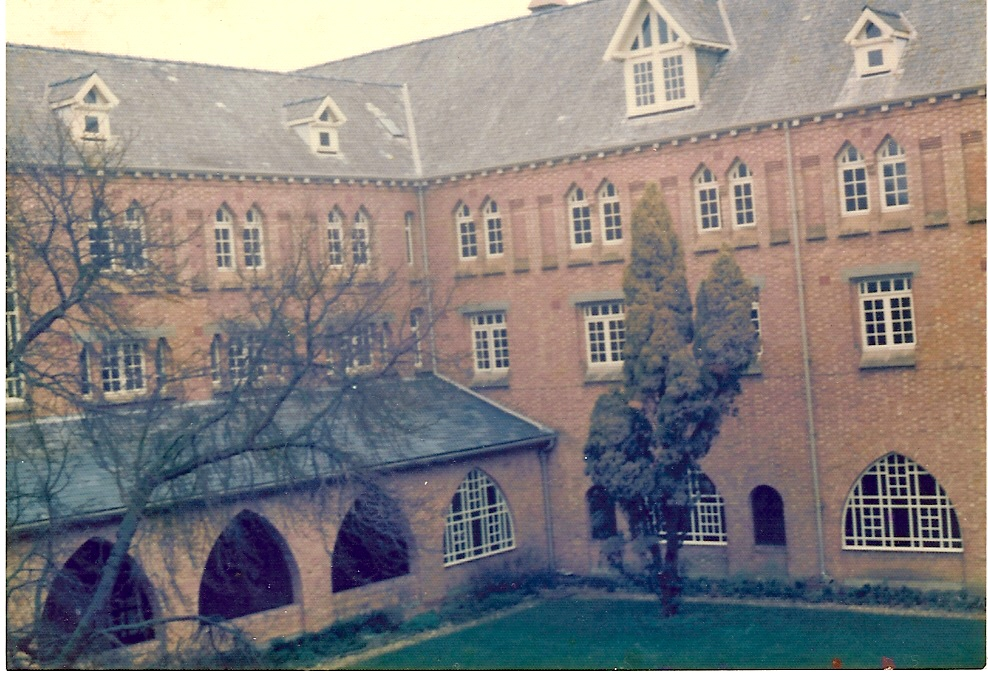
La nouvelle abbaye de Quarr

Ce monastère a été fondé par la congrégation bénédictine Saint-Pierre de Solesmes en France au début du XXe siècle, alors en exil, en raison de la loi de 1901 sur les associations et les congrégations religieuses. Le premier abbé fut Dom Paul Delatte (1848-1937).
En 1901, c’est premièrement à « Appuldurcombe House » située près de Wroxall sur l’île de Wight que la communauté s’installe. Le monastère porte le nom de « Saint Peter’s Abbey ». Elle y reste pendant plusieurs années, mais décide au terme du bail de quitter ce lieu en 1907.
En juin de cette année-là, la communauté achète « Quarr House » située sur les terres de l’ancienne abbaye, et entreprend la construction d’un monastère pouvant abriter près d’une centaine de moines et frères convers. La construction est confiée à Dom Paul Bellot, architecte et moine de la communauté. Les travaux commencèrent le 11 juillet 1909. L'ensemble, gigantesque, nécessitera l'emploi de 300 ouvriers et artisans pendant plusieurs années. L'emménagement dans le nouveau monastère se fera en plusieurs phases, suivant ainsi l’achèvement des différents bâtiments. Un an plus tard, les bâtiments monastiques étaient achevés et les derniers moines intégreront le monastère en 1911, l’église sera consacrée en 1912 et l’hôtellerie en 1914. Les terres autour du monastère sont immenses et cultivables avec un petit bois donnant sur la plage.
En 1922, la communauté retrouve la France et Solesmes restituée grâce au don du marquis de Juigné, laissant derrière elle, un monastère florissant qui deviendra un prieuré en 1925 et une abbaye en 1937. Aujourd’hui, la communauté est britannique, le dernier moine français de Quarr Abbey est décédé il y a seulement quelques années et repose dans le cimetière du monastère aux côtés des moines fondateurs français et des moines anglais.
Depuis 2022 l'archevêque émérite de Toulouse Mgr Robert le Gall y réside. 
Aujourd’hui, Quarr Abbey est toujours rattachée à la Congrégation de Solesmes.